# Wapen van Losser

Het wapen van de gemeente Losser

Het wapen van Losser is het gemeentelijke wapen van de Overijsselse gemeente Losser. Het wapen werd per Koninklijk Besluit op 1 november 1898 aan de gemeente verleend. De omschrijving luidt:
"Gedeeld : I in azuur een kruis van goud, vergezeld in het eerste kwartier van een ten halve lijve uit den rechter-kruisarm opkomenden omgewenden bisschop, met aangezicht en handen van natuurlijke kleur, mijter en gewaad van goud en zilver en een kromstaf van goud, II in keel drie schietspoelen van goud, geplaatst 2 en 1"
- In de heraldiek zijn links en rechts van achter het schild gezien
- Met "omgewend" wordt aangegeven dat het stuk (heraldisch) naar links gericht is.

## Geschiedenis
De bouw van de Statenzaal van het voormalige gouvernementsgebouw van de Provincie Overijssel te Zwolle vormde voor Losser en veel andere Overijsselse gemeenten aanleiding een gemeentewapen aan te vragen. In het gebouw bevindt zich een raam met alle gemeentewapens van de provincie. In 1811 scheidde de gemeente Losser zich af van het richtersambt  Oldenzaal. De oude band met Oldenzaal wordt in herinnering gehouden door de eerste helft van het schild, waarin het wapen van Oldenzaal werd opgenomen. De schietspoelen zijn een herinnering aan de voornaamste bron van Lossers bestaan destijds.

## Verwant wapen

Wapen van Oldenzaal

Almelo · Borne · Dalfsen · Deventer · Dinkelland · Enschede · Haaksbergen · Hardenberg · Hellendoorn · Hengelo · Hof van Twente · Kampen · Losser · Oldenzaal · Olst-Wijhe · Ommen · Raalte · Rijssen-Holten · Staphorst · Steenwijkerland · Tubbergen · Twenterand · Wierden · Zwartewaterland · Zwolle